# Carl Mossdorf (Architekt)
Carl Mossdorf (geb. 24. Februar 1901 in Zürich; gest. 29. Oktober 1969 in Luzern) war ein Schweizer Architekt, der als Vertreter des Neuen Bauens und später der Nachkriegsmoderne die Baugeschichte Luzerns mitgestaltete.

## Ausbildung und Karriere
Carl Mossdorf war Enkel von Gustav Mossdorf und Sohn des Luzerner Stadtbaumeisters Karl Mossdorf-Robbiani. Er erwarb an der Kantonsschule Luzern die technische Matura und studierte ab 1920 an der ETH Zürich, wo er 1924 diplomierte, mit einem Auslandssemester an der Technischen Universität München (1921). 1925 bis 1926 war er in Leipzig angestellt, bei seinem Verwandten Hermann Mossdorf. Zurück in der Schweiz, arbeitete er zunächst in verschiedenen Zürcher Büros und hatte eine Bürogemeinschaft zusammen mit Hans-Robert Beck.
1933, mit dem Auftrag für das Gewerbegebäude Tribschen, konnte er sich in Luzern selbständig machen. Dieses Haus, das heute entstellend umgebaut ist, stellte mit seiner Trennung von Stützen und Raumabschluss, seinen flächenbündigen Bandfenstern, seiner Laubengangerschliessung eines der konsequentesten Zeugnisse der Moderne in der Schweiz dar. Eine Laubengangerschliessung prägt ebenfalls die Wohnsiedlung «Geissmatt», eine Überbauung von vier Gebäudezeilen, deren Wohnungen streng repetitiv auf einem einzigen Typus beruhen. Daneben entstanden in dieser Zeit Einfamilienhäuser in den Luzerner Quartieren Bramberg, Wesemlin, Steinhof und Geissenstein.
1938 baute er, als baukünstlerische Aufgabe ganz im Sinne der Moderne, das Depotgebäude Rothenburg der landwirtschaftlichen Genossenschaft Sempach. Hier, wie auch bereits in der Siedlung Geissmatt, plante er keineswegs ein Flachdach, sondern schlichte Satteldächer.
Ende der 1940er Jahre entstand die Wagenhalle, ein Tramdepot an der Eschenstrasse in Luzern mit technisch auffallenden Torfronten und anschliessend das Zentralschulhaus von Emmenbrücke, dass er nach zweistufigem Wettbewerb gewann. In den 1950er Jahren baute Mossdorf zusammen mit vier anderen Architekturbüros einen der grossen Industriebauten seiner Epoche, die Aufzugfabrik Schindler in Ebikon. 1962 übergab er das Büro an seinen jüngeren Bruder Gustav.

## Werke (Auswahl)
- Gewerbegebäude Tribschen, Luzern 1933
- Siedlung Geissmatt, Luzern 1935–1936
- Depotgebäude, Rothenburg 1938 (abgebrochen)
- Reformierte Kirche, Kriens 1939
- Wagenhalle, Luzern 1947
- Gersag-Schulhaus, Emmen 1951–1953
- Aufzugfabrik Schindler, Ebikon 1953–1957 (Arbeitsgemeinschaft mit Rohn, Gattiker, Weideli und Zwicky)
- Motorfahrzeugkontrolle, Kriens 1958–1960 (mit Gisbert Meyer)
- Schweizerische Volksbank, Luzern 1959